# Aeroportul Regional Tupelo
Aeroportul Regional Tupelo (IATA: TUP, ICAO: KTUP, FAA LID: TUP) este un aeroport din Mississippi, Statele Unite ale Americii ce deservește zona Tupelo⁠(d). Aeroportul a fost tranzitat în 2019 de 30.542 de pasageri. A fost numit după zona deservită.
Situat la o altitudine de 105 m, aeroportul dispune de 1 pistă.

## Infrastructură

### Piste
Aeroportul dispune de o singură pistă. Pista 18/36 are suprafața de asfalt și dimensiunile 7.150 picioare × 150 picioare. 